# 少年ドールズ
『少年ドールズ』（しょうねんドールズ）は、響ワタルによる日本の漫画作品。当初は『月刊LaLa』（白泉社）に掲載されていたが、後に『LaLa DX』（白泉社）に移行、2011年9月号まで連載された。単行本は全4巻まで刊行された。

## あらすじ
江藤家は、室町時代から続く“人形師”の一族。人形の声を聞きその魂を救う事を生業としてきた。
そして天才人形師・江藤蝶七郎によって作られた“人形（ドール）”は、人形師が“親愛の接吻（証）”を与えることにより、夜の間だけ人間の姿になれる。女子高生の現当主・江藤あげはは、“人形（ドール）”を従え今日も魂の浄化を行う。

## 登場人物
江藤 あげは（えとう あげは）
この作品の主人公。人形の声を聞き、人形の魂を浄化する事を生業としている江藤家の現当主。“形代”は“あげは蝶”の形をしている。江藤家の守り神として作られた2体の人形（ドール）、レオと雪を従えている。
いつもドールを持ち歩いたり人形と話している（周りの人には人形の声は聞こえない）ので、人形の友達はいるが人間の友達がいない。人形師としてまだ半人前だが、いつも人形の声に耳を傾け、傷ついた人形達の魂を救おうと奔走している。
幼い頃に両親を亡くしたことと、雪が行方不明だったため、レオが親代わりだった。
レオナルド＝アンヘル＝シルバーアイ
通称レオ。江藤家の守り神であるドールの内の1体で、あげはの親愛の接吻（証）により夜の間だけ人間の姿になれると特別な人形。「銀眼の黒獅子」と呼ばれる。
人形の浄化時の形代は日本刀のような形をしている。普段はあげはのことをけなしているが、誰よりもあげはのことを認めているし、誰かに取られそうになるとものすごく嫌がる。どんなときでもあげはを甘やかすような事は言わない。一人称は「俺様」。
雪乃介（ゆきのすけ）
通称雪。レオと同じく、江藤家の守り神である特別な人形。「白牡丹の貴公子」と呼ばれ、中性的な容姿を持つ和風人形。長い間行方不明になっていたが、あげはとレオが見つけて今に至る。
人形の浄化時の形代は鞭のような形をしている。あげはに対しては過剰なほど心配性で、レオとは対照的な性格をしている。一人称は「私」。

## 書誌情報
- 響ワタル 『少年ドールズ』 白泉社〈花とゆめコミックス〉 全4巻
  1. 2009年4月3日発売 ISBN 978-4-592-18681-6
  2. 2010年2月5日発売 ISBN 978-4-592-18682-3
  3. 2010年11月5日発売 ISBN 978-4-592-19153-7
  4. 2011年11月4日発売 ISBN 978-4-592-19154-4